# Laccophilus latifrons
Laccophilus latifrons är en skalbaggsart som beskrevs av Sharp 1882. Laccophilus latifrons ingår i släktet Laccophilus och familjen dykare. Inga underarter finns listade i Catalogue of Life.